# Potlatch

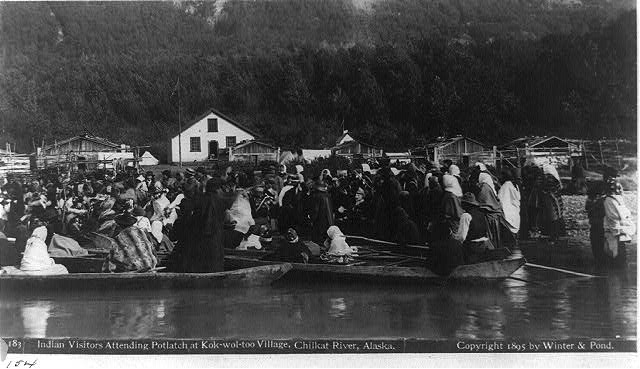
Een potlatchbijeenkomst in Alaska

Een potlatch is binnen de antropologie de term voor bijeenkomsten tussen stammen die worden georganiseerd door rivaliserende stamleiders bij Noord-Amerikaanse indianen, waarbij grote hoeveelheden voedsel worden opgegeten en soms vernietigd, of andersoortige, vaak kostbare, geschenken worden gegeven, die eveneens na afloop vaak vernietigd worden. De bedoeling is de rivaal tot een gelijksoortig feest te verplichten. Is deze daartoe niet in staat dan zal zijn stam aan prestige verliezen. In tijden van schaarste zal de stam dus zuinig moeten omgaan met voedsel, zo niet kan er geen potlatch georganiseerd worden. Er werd een potlatch gehouden ter gelegenheid van geboorten, sterfgevallen, adopties, bruiloften en andere grote evenementen. Typisch werd de potlatch meer beoefend in de winterseizoenen, aangezien historisch gezien de warmere maanden waren om rijkdom te verwerven voor de familie, clan of dorp, om vervolgens naar huis te komen en dat te delen met buren en vrienden.
Het gebruik was vooral in zwang bij de indianen van de Amerikaanse noordwestkust, waaronder de Chinook, de Kwakiutl en de Haida in Brits-Columbia. Het woord potlatch komt uit de taal van de Chinook. Daar de elkaar opvolgende en overtreffende potlatches het maatschappelijk leven van een stam geheel konden ontwrichten, en het "verkwisten" van voedsel en kostbaarheden naar West-Europese normen als onaanvaardbaar (want strijdig met de christelijke principes) werd beschouwd, is het gebruik vanaf de 19e eeuw door de overheden van Canada en de Verenigde Staten fel bestreden, en na ca. 1890 sterk afgenomen. Sinds de praktijk in 1951 werd gedecriminaliseerd, is de potlatch in sommige gemeenschappen weer opgedoken. In 1888 beschreef de antropoloog Franz Boas het potlatchverbod als een mislukking: een man die zijn feest niet te zijner tijd zou geven, zou worden beschouwd als iemand die zijn schulden niet betaalde. 
In zijn boek The Gift, de Franse etnoloog, gebruikte Marcel Mauss de term potlatch om te verwijzen naar een hele reeks uitwisselingspraktijken in tribale samenlevingen die worden gekenmerkt door 'totale prestaties', een systeem van het geven van geschenken met politieke, religieuze, verwantschap en economische implicaties.  De economieën van deze samenlevingen worden gekenmerkt door de competitieve uitwisseling van geschenken, waarbij geschenkgevers proberen hun concurrenten te overtreffen om zo belangrijke politieke, verwantschaps- en religieuze rollen te veroveren.